# Stiftung Gott hilft

Logo der Stiftung Gott hilft

Ehemaliges Logo

Die Stiftung Gott hilft ist ein christliches Sozialwerk im Kanton Graubünden mit Einrichtungen und Angeboten in Zizers GR, Scharans GR, Herrliberg ZH und Pura TI.
Diese bieten ressourcenergänzende Dienstleistungen in allen Lebensphasen an darunter: zwei Schulheime, eine Jugendstation, ein Hilfswerk für Aids- und Kriegswaisen, drei Sozialpädagogische Pflegefamilien, eine Sozialpädagogische Fachstelle, eine Höhere Fachschule für Sozialpädagogik, eine Beratungsstelle für Ehe-, Erziehungs- und Lebensberatung sowie ein Alterszentrum und ein Hotelleriebetrieb. Die Geschäftsstelle befindet sich in Zizers.

## Geschichte
Die Kindernot in Chur und den umliegenden Dörfern war während des Ersten Weltkriegs gross. Das junge Ehepaar Emil und Babette Rupflin, das in der Heilsarmee arbeitete, sah diese soziale Notlage im Kanton Graubünden. 
Rupflin wollte nicht nur von Liebe predigen, sondern armen Familien und heimatlosen Kindern helfen. Seine Frau und er eröffneten im Jahr 1916 zunächst ein Kleinheim in der ehemaligen Glockengiesserei von Felsberg. Die Arbeit expandierte schnell, so dass weitere Einrichtungen und Angebote in und um Graubünden dazukamen. Am 16. Januar 1927 wurde die Stiftung Gott hilft gegründet, weil der Kanton Graubünden diese Organisationsform verlangt hatte. Bis 1945 gehörten 13 Kinderheime zur Stiftung.
Im Jahr 1964 beauftragte der Stiftungsrat den Zürcher Lehrer und Heilpädagogen Heinz Zindel mit dem Aufbau einer staatlich anerkannten Ausbildungsstätte für Heimerziehung. 1973 erfolgte die staatliche Anerkennung, 1975 der Umzug der evangelischen Heimerzieherschule von Igis nach Zizers. 1991 wurde die Schule in Höhere Fachschule für Sozialpädagogik umbenannt. Die Studiengänge führen heute zum diplomierten Sozialpädagogen HF.
Im Jahr 2010 liess die Stiftung Gott hilft durch externe Experten vorgebrachte Vorwürfe von Gewalt und sexuellen Übergriffen in ihren Einrichtungen untersuchen. 45 Situationen wurden genauer analysiert, in acht Fällen wurden Unregelmässigkeiten im Ablauf oder Fehler im Meldesystem und in der Dokumentierung festgestellt, in vier Fällen davon wurden Übergriffe von Mitarbeitern an Klienten festgestellt, die zwar die Personenwürde verletzt, jedoch keine strafrechtlichen Tatbestände gezeigt hätten. Zusätzlich wurde für das 100-Jahre-Jubiläum im Jahr 2016 die Geschichte der Erziehung in den Heimen der Stiftung von der Historikerin Christine Luchsinger gründlich untersucht und im Buch Niemandskinder festgehalten und publiziert.

## Arbeitsfelder
- Die pädagogischen Angebote (Schulheim Zizers und Schulheim Scharans, Jugendstation ALLTAG, Sozialpädagogischen Pflegefamilien SGH, Sozialpädagogische Fachstelle SGH) bieten ambulante und stationäre Erziehung/Betreuung und Schulung für Kinder und Jugendliche.
- Das Alters- und Pflegezentrum Serata sorgt für eine Pflege und Sterbebegleitung für alte Menschen, die trotz ambulanter Unterstützung nicht mehr selbständig leben können.
- Die Höhere Fachschule für Sozialpädagogik (HFS Zizers) ist in der Aus- und Weiterbildung von Sozialpädagoginnen und Sozialpädagogen tätig.
- Die Beratungsstelle Rhynerhus bietet Therapie/Beratung/Seelsorge mit der Konzentration auf Ehe und Familie.
- Das Ferien- und Seminarhotel Paladina in Pura TI führt ganzheitliche Angebote für den Bildungs-, Freizeit- und Erholungsbereich.
- Das Entwicklungsprojekt God Helps Uganda unterstützt Kriegs- und Aidswaisen in Uganda, Afrika.